# Institute for Gender Studies
Het Institute for Gender Studies is een interdisciplinair instituut voor gender-, vrouwen- en seksualiteitsstudies, opgericht in 1985 en verbonden aan de Radboud Universiteit van Nijmegen. Anno 2013 is Willy Jansen, gewoon hoogleraar vrouwenstudies aan de Radboud Universiteit, directeur van het instituut.

## Geschiedenis
Het instituut werd opgericht in 1985 als het Instituut voor genderstudies. Ter gelegenheid van het 10-jarig bestaan werd de tweejaarlijkse Prof.dr. C. Halkes Scriptieprijs ingesteld, vernoemd naar de bijzonder hoogleraar Catharina Halkes, die een van de grondleggers was van de vrouwenstudies aan de Radboud Universiteit.
Sinds 1989 geeft het instituut het tijdschrift Raffia uit, gewijd aan sekse- en gendervraagstukken.